# Ferdinand Timmermans
Ferdinandus Timmermans (Rotterdam, 7 september 1891 – Oostenrijk, 8 juli 1967) was een Nederlands organist en beiaardier.
Hij was zoon van Adrianus Timmermans en Adriana Smits, wonende aan de Hofdijk. Hijzelf trouwde met 1917 met Jannetje Smits.
Timmermans begon met pianolessen bij plaatselijk musicus C.L. Hoogeveen; op veertienjarige leeftijd begon hij met orgellessen bij Jan Hermanus Besselaar. Twee jaar later kon Timmermans beginnen als organist bij de Remonstrantse kerk in Dordrecht. Naast orgellessen nam hij ook les in orgelbouw aan de plaatselijke ambachtsschool en haalde aldaar een ereprijs. Hij was nog niet uitgestudeerd want ging verder bij Hendrik de Vries op orgel en Joh.H. Sikemeier op piano. Hij sloot die af met een diploma orgel (1912) bij de Koninklijke Nederlandse Toonkunstenaars Vereniging (NTV) en piano (1914) bij de Maatschappij tot Bevordering der Toonkunst. In 1919 nam hij plaats achter het orgel van de Schotse kerk en tussen 1924 en 1956 was hij organist en beiaardier te Rotterdam. Om dat laatste instrument beter onder de knie te krijgen vertrok hij naar de Beiaardschool te Mechelen (België), alwaar hij opnieuw prijzen behaalde bij Jef Denyn en Staf Nees. Hij was er de eerste Nederlandse leerling en studeerde er dus ook als eerste Nederlander in 1925 af.
Hij bespeelde orgels in Nederland, België en Noord-Frankrijk zowel op orgel als beiaard. Een meer vaste positie had hij als organist te Schiedam (1924-1956). In Rotterdam was hij vanaf 1927 docent aan de beiaardklas van Muziekschool van de Maatschappij; ook in Amersfoort gaf hij wel les.
In Rotterdam stelde hij zomeravondconcerten in waarbij niet zelden een speciaal voor hem geschreven werk te horen was. Zijn werkzaamheden vulde hij aan middels het optreden van jurylid bij beiaardwedstrijden. Tevens gaf hij vanuit zijn studie aan de ambachtsschool diverse kerken adviezen inzake renovatie en plaatsen van orgels en beiaarden. Hij was dan ook degene die in het kader van een feestelijke aangelegenheid (dank voor Marshallhulp) in 1954 met de Rijndam naar Washington D.C. trok om er het beiaardgeschenk van Nederland aan de Verenigde Staten te keuren; hij koppelde er een aantal optredens aan vast.
Hij schreef een aantal werken voor beiaard als ook een studie getiteld Luidklokken en beiaarden in Nederland (1944, tweede versie 1959). Hij overleed op 73-jarige leeftijd tijdens een vakantie in Oostenrijk.
Reinout Heering, Maria Blom, Cornelis Don en Leen 't Hart waren leerlingen van hem. Laura Meilink-Hoedemaker schreef een biografie over hem getiteld Ferdinand Timmermans (1891-1967): portret van een beiaardier in het kader van zijn tijd (1991).
- Gemeinsame Normdatei: 1213106575
- International Standard Name Identifier: 0000 0000 4260 7370
- Library of Congress Control Number: n92076319
- Virtual International Authority File: 6591733
- WorldCat: E39PBJfMp793djd69MkH3yP84q